# Fastlane 2017
Fastlane 2017 was een professioneel worstel-pay-per-view (PPV) en WWE Network evenement dat georganiseerd werd WWE voor hun Raw brand. Het evenement was de 3e editie van de WWE Fastlane en vond plaats in het Bradley Center in Milwaukee, Wisconsin op 5 maart 2017.
Goldberg won voor het eerst het WWE Universal Championship in zijn worstel carrière.
Bayley bleef Raw Women's Champion. Ook behielden Luke Gallows en Karl Anderson het WWE Raw Tag Team Championship. Neville werd de WWE Cruiserweight Champion.

## Wedstrijden
| Nr.                                                                                            | Match | Winnaar(s)                    | Tijd  |
| ---------------------------------------------------------------------------------------------- | --- | ----------------------------- | ----- |
| 1P                                                                                             | Rich Swann en Akira Tozawa vs. The Brian Kendrick en Noam Dar (met Alicia Fox) in een tag team match                         | Rich Swann en Akira Tozawa    | 9:25  |
| 2                                                                                              | Kevin Owens (c) vs. Goldberg in een een-op-een match voor het WWE Universal Championship.                                    | Goldberg                      | 00:22 |
| 3                                                                                              | Roman Reigns vs. Braun Strowman in een een-op-een match.                                                                     | Roman Reigns                  | 20:15 |
| 4                                                                                              | Neville (c) vs. Jack Gallagher in een een-op-een voor het WWE Cruiserweight Championship.                                    | Neville                       | 14:10 |
| 5                                                                                              | Luke Gallows en Karl Anderson (c) vs. Enzo Amore en Big Cass in een een-op-een match voor het WWE Raw Tag Team Championship. | Luke Gallows en Karl Anderson | 9:40  |
| 6                                                                                              | Bayley (c) vs. Charlotte Flair in een een-op-een match voor het WWE Raw Women's Championship.                                | Bayley                        | 16:55 |
| 7                                                                                              | Sasha Banks vs. Nia Jax in een een-op-een match.                                                                             | Sasha Banks                   | 11:15 |
| 8                                                                                              | Sami Zayn vs. Samoa Joe in een een-op-een match.                                                                             | Samoa Joe                     | 10:45 |
| (c) geeft aan wie de huidige kampioen is. P geeft aan dat de wedstrijd doorging op de pre show | |                               |       |